# Primus Wahlmark
Carl Primus Wahlmark, född 9 juni 1883 i Söderhamn, död 23 januari 1955 i Uppsala, var en svensk typograf och socialdemokratisk riksdagspolitiker.
Wahlmark var lärling vid Söderhamns tidning där han blev utlärd typograf. Han arbetade vid olika tryckerier i Gävle, bland andra vid Arbetarbladet. han kom Uppsala 1907 och arbetade vid Almqvist & Wiksells 1907-15. Han var ordförande i Uppsala typografiska förening 1909–1911, i Uppsala läns socialdemokratiska partidistrikt 1911–1912, i arbetarekommunen 1924–1930 och verkställande direktör i AB Uppsala bostäder 1919–1938. Han tillhörde Uppsala stadsfullmäktige 1915–1942, var dess vice ordförande 1931–1932 och 1939–1942, ordförande i drätselkammaren 1932–1938 och innehade ett flertal kommunala uppdrag. Han var ledamot av Uppsala läns landsting från 1919 till 1946 och dess vice ordförande 1925–1926. Han var ordförande i direktionen för epidemisjukhuset 1934–1938, i landstingets förvaltningsutskott från 1939 till 1946 och vice ordförande i Akademiska sjukhusets direktion från 1930. 
Wahlmark var ledamot av riksdagens första kammare 1923–1950, invald för Stockholms läns och Uppsala läns valkrets; han tillhörde bevillningsutskottet och var en tid dess ordförande, kanslidepartementet och statsrevisionen samt var ledamot av allmänna lönenämnden
Wahlmark var också schackspelare och tillhörde en tid Schackförbundets styrelse. Han utgav boken Schackproblem: 100 schackuppgifter (1954).
När hustrun Edith Wahlmark avled 1971 testamenterade hon kvarlåtenskapen uppgående till 83 973 kronor till Uppsala läns landsting att användas för lämpligt ändamål inom sjukvården. En fond benämnd Edith och Primus Wahlmarks fond inrättades för ändamålet.